# 분트 착시
분트 착시(Wundt illusion)는 19세기 독일 심리학자 빌헬름 분트(Wilhelm Wundt)에 의해 처음 기술된 착시 현상이다. 예로 두 개의 녹색 가로선은 모두 직선이지만  관찰자에게는 안쪽으로 구부러진 것처럼 보일 수 있다. 왜곡은 오비슨 착시(Orbison illusion)에서와 같이 배경의 구부러진 선에 의해 유발된다. 한편 헤링 착시(Hering illusion)는 유사하지만 반전된 효과를 생성한다.

## 예
|      |
| 예시 |

## 같이 보기
- 수직수평착시
- 에렌슈타인 착시